# Emilia Anikina
Pour les articles homonymes, voir Anikina.
Emilia Edouardovna Anikina, née Boudkevitch (en polonais: Budkiewicz), le 27 novembre (9 décembre selon le calendrier grégorien) 1886 à Barnaoul et morte le 12 décembre 1983, est une botaniste soviétique qui fut membre de la Société géographique d'URSS.

## Biographie
Emilia Budkiewicz naît dans une famille distinguée d'origine polono-lituanienne et catholique qui prit part au soulèvement polonais de 1863 et de ce fait fut reléguée à Barnaoul. Sa mère est directrice d'un lycée de jeunes filles. Après la révolution de 1905, plusieurs membres de la famille figurent dans les listes de personnes à surveiller par la gendarmerie. Son frère aîné, étudiant à l'université de Kazan, est arrêté, son frère cadet est renvoyé du lycée et Emilia qui vient de terminer le lycée avec une médaille d'or, est obligée d'émigrer avec sa famille en Suisse. Elle y entreprend des études de philosophie à l'université de Genève et reçoit sa licence. Elle fait la connaissance d'un membre de la Ire Douma d'Empire proche des Narodniki, Stepan Anikine, de dix-huit ans plus âgé qu'elle et l'épouse. Il a déjà un fils et une fille d'un premier mariage.
En 1914, alors qu'elle termine avec succès à Paris des cours du soir en littérature française, elle déclare qu'elle écrit et parle le français, l'allemand, l'anglais, le polonais, connaît le bulgare et la littérature russe, mais reconnaît qu'elle ne maîtrise pas bien la langue parlée russe. Elle retourne en Russie avant 1917 pour devenir professeur de lycée. Elle est favorable à la révolution de 1917. En 1919, elle prend des cours pour adultes à la faculté d'agriculture de l'université de Saratov. Elle perd un frère et son mari pendant la guerre civile. Elle collabore avec le professeur Vavilov à la chaire d'agronomie et d'agriculture. Cette collaboration se poursuit jusqu'en 1940, date à laquelle le professeur est arrêté. Celui-ci organise un réseau de départements d'« expérimentations périphériques » à travers le pays, c'est ainsi qu'étaient nommés à l'époque des laboratoires de semences. Elle est responsable de la mise en place d'un laboratoire dans l'Altaï, puis en Daourie, plus tard à Tchita et enfin dans l'Extrême-Orient russe.
Entre 1928 et 1933, Emilia Anikina dirige une section de sélection de plantes de culture à la station d'Alma-Ata et de même entre 1934 et 1938 en Bachkirie, où elle est botaniste en chef du bureau botanique d'Oufa qui administre la réserve naturelle de la région. Entre 1938 et 1942, elle est cadre scientifique au département botanique de Dietskoïe Selo (oblast de Léningrad), dépendant de l'institut panrusse de botanique. Elle dirige alors deux expéditions botaniques. Elle se trouve donc à Léningrad lorsque la guerre est déclenchée en 1941 et organise des mesures pour le soutien et la protection de ses collègues alors que sévit le blocus de Léningrad qui fit tant de victimes.
Elle part pour Perm en 1942. On lui propose le poste de vice-directeur de la Société locale des jeunes naturalistes (organisation soviétique chargée d'apprendre les sciences naturelles aux enfants du primaire). L'académie pharmaceutique d'État de Perm lui offre un poste de professeur où elle enseigne la pharmacopée des plantes de l'Oural occidental et organise des séminaires. Elle s'intéresse particulièrement après la guerre aux plantes de la steppe et de la steppe boisée et recommande des lieux à classer comme réserve naturelle. Elle travaille beaucoup à cette époque avec le professeur d'archéologie Otto Bader (1903-1979).
À partir de 1955, elle enseigne à la chaire de botanique et de génétique végétale de la faculté de biologie de l'université d'État de Perm. Elle rejoint sa sœur à Lvov à l'âge de quatre-vingt-dix ans où elle meurt sept ans plus tard.

## Travaux
Emilia Anikina découvre quatre espèces de blé au Kazakhstan. Elles sont baptisées de son nom et inscrites au livre de la flore de culture d'URSS en 1935. En Extrême-Orient russe, elle s'occupe de sélection d'espèces de blé locales Straube et Milogradovka.